# 락슈미푸르구

방글라데시 락슈미푸르구

락슈미푸르구(벵골어: লক্ষ্মীপুর জেলা)는 방글라데시의 구로 면적은 1455.96km2다. 북쪽으로는 찬드푸르구, 남쪽으로는 볼라구와 노아칼리구, 동쪽으로는 노아칼리구, 서쪽으로는 바리살구와 볼라구와 접한다. 락슈미푸르구는 1984년 2월 15일까지 노아칼리구의 일부였다.

## 행정부
4개의 지방 자치체, 58개의 연합 교구, 514개의 마을, 3539개의 모스크, 45개의 사원, 1개의 교회로 구성되어 있다.

## 인구
2011년 방글라데시 인구 조사에 따르면 락슈미푸르구의 인구는 1,729,188명이며, 그 중 827,780명은 남성이고 901,408명은 여성이다. 농촌 인구는 146,191명(84.79%)인 반면 도시 인구는 262,997명(15.21%)이었다. 락슈미푸르구는 7세 이상 인구의 문맹률이 49.40%로 남성은 48.94%, 여성은 49.81%였다.
2011년 인구 조사에 따르면 96.55%가 이슬람교도이고 3.44%가 힌두교도이다. 힌두교 인구는 1981년 63,000명에서 2011년 59,000명으로 약간 감소했다.

## 저명한 인물
- 모하마드 모하마둘라 - 방글라데시의 제3대 대통령